# Jean De Nooze
Jean De Nooze  (Asquillies, 26 juli 1923 - Havré, 23 augustus 2023) was een Belgisch syndicalist voor het ABVV.

## Levensloop
Hij werd secretaris voor de Algemene Centrale (AC) Centre (regio La Louvière). In 1976 werd hij aangesteld als nationaal ondervoorzitter en vervolgens als algemeen secretaris (1980) van deze vakcentrale. In 1982 werd hij voorzitter. In deze laatste hoedanigheid volgde hij André Vanden Broucke op, zelf werd hij opgevolgd door Juan Fernandez.